# Xanthorhoe abyssinica
Xanthorhoe abyssinica là một loài bướm đêm trong họ Geometridae.